# Freddie Mercury Solo Collection
Freddie Mercury Solo Collection è un box set postumo del cantante dei Queen.
È il più grande dedicato al cantante britannico e contiene 10 CD e 2 DVD, pubblicati nel 2000, e contenenti singoli, rarità e notizie su Freddie Mercury. I DVD comprendono una collezione video con tutti i videoclip da solista di Mercury e il documentario Freddie Mercury, the Untold Story, nel quale, attraverso la voce di parenti, amici e colleghi, è rivissuta la vita di Freddie Mercury. Nel box è contenuto anche un libro fotografico che mostra immagini, inedite e non, del cantante nelle varie fasi della sua carriera.

## Tracce della versione con 3 CD
Questa versione contiene solo i due album da solista del cantante e un CD bonus.

### CD 1: Mr. Bad Guy (1985)
1. Let's Turn It On - 3:43
2. Made in Heaven - 4:06
3. I Was Born to Love You - 3:39
4. Foolin' Around - 3:30
5. Your Kind of Lover - 3:33
6. Mr. Bad Guy - 4:10
7. Man Made Paradise - 4:09
8. There Must Be More to Life Than This - 3:01
9. Living on My Own - 3:24
10. My Love Is Dangerous - 3:43
11. Love Me Like There's No Tomorrow - 3:47

### CD 2: Barcelona (1988)
1. Barcelona - 5:39
2. La Japonaise - 4:49
3. The Fallen Priest - 5:46
4. Ensueño - 4:22
5. The Golden Boy - 6:04
6. Guide Me Home - 2:50
7. How Can I Go On? - 3:51
8. Ouverture Piccante - 6:40

### CD 3: Bonus CD
1. I Can Hear Music (Larry Lurex, 1973 Single) - 3:30
2. Love Kills (Original 1984 Single Version ) - 4:31
3. The Great Pretender (Original 1987 Single Version) - 3:28
4. Living on My Own (1993 Radio mix) - 3:39
5. In My Defence (2000 Remix * ) - 3:55
6. Time (2000 Remix * ) - 4:02
7. Love Kills (Rock mix * ) - 4:27

## Tracce della versione del box-set completo
Il contenuto del box-set sono 10 Cd appartenenti alla passata carriera dell'artista e 2 DVD documentario sul cantante.

### CD 1: Mr. Bad Guy (1985)
1. Let's Turn It On - 3:43
2. Made In Heaven - 4:06
3. I Was Born to Love You - 3:39
4. Foolin' Around - 3:30
5. Your Kind Of Lover - 3:33
6. Mr. Bad Guy - 4:10
7. Man Made Paradise - 4:09
8. There Must Be More to Life Than This - 3:01
9. Living on My Own - 3:24
10. My Love Is Dangerous - 3:43
11. Love Me Like There's No Tomorrow - 3:47

### CD 2: Barcelona (1988)
1. Barcelona - 5:39
2. La Japonaise - 4:49
3. The Fallen Priest - 5:46
4. Ensueño - 4:22
5. The Golden Boy - 6:04
6. Guide Me Home - 2:50
7. How Can I Go On? - 3:51
8. Ouverture Piccante - 6:40

### CD 3: The Great Pretender (1992)
1. The Great Pretender (Brian Malouf Remix) - 3:39
2. Foolin' Around (Steve Brown Remix) - 3:36
3. Time (Nile Rodgers Remix) - 3:50
4. Your Kind of Lover (Steve Brown Remix) - 4:00
5. Exercises in Free Love (1987 Non-Album B-Side) - 3:57
6. In My Defence (Ron Nevison Remix) - 3:52
7. Mr. Bad Guy (Brian Malouf Remix) - 4:01
8. Let's Turn it On (Jeff Lord-Alge Remix) - 3:46
9. Living on My Own (Julian Raymond Remix) - 3:39
10. My Love Is Dangerous (Jeff Lord-Alge Remix) - 3:41
11. Love Kills (Richard Wolf Remix) - 3:29

### CD 4: Singles 1973-1985
1. I Can Hear Music (Larry Lurex, 1973 Single) - 3:30
2. Goin' Back (Larry Lurex, 1973 B-Side) - 3:35
3. Love Kills (Original 1984 Single Version) - 4:32
4. Love Kills (Original 1984 Extended Version) - 5:23
5. I Was Born to Love You (Original 1985 Extended Version) - 7:06
6. Stop All The Fighting (1985 Non-Album B-Side) - 3:20
7. Stop All The Fighting (1985 Non-Album B-Side Extended Version) - 6:38
8. Made In Heaven (Original 1985 Extended Version) - 4:51
9. She Blows Hot & Cold (1985 Non-Album B-Side) - 3:37
10. She Blows Hot & Cold (1985 Non-Album B-Side Extended Version) - 5:51
11. Living on My Own (Original 1985 Extended Version) - 6:40
12. My Love Is Dangerous (Original 1985 Extended Version) - 6:30
13. Love Me Like There's No Tomorrow (Original 1985 Extended Version) - 5:33
14. Let's Turn It On (Original 1985 Extended Version) - 5:09

### CD 5: Singles 1986-1993
1. Time (Original 1986 Single/Album Version) - 3:59
2. Time (Original 1986 Extended Version) - 4:38
3. Time (Original 1986 Instrumental Version) - 3:23
4. In My Defence (1986 Album Version) - 3:58
5. The Great Pretender (Original 1987 Single Version) - 3:30
6. The Great Pretender (Original 1987 Extended Version) - 5:55
7. Exercises In Free Love (1987 Non-Album B-Side) - 4:00
8. Barcelona (Original 1987 Single Version) - 4:28
9. Barcelona (Original 1987 Extended Version) - 7:08
10. How Can I Go On (Original 1989 Single Version) - 4:03
11. Living on My Own (1993 No More Brothers Extended Mix) - 5:17
12. Living on My Own (1993 Radio Mix) - 3:39
13. Living on My Own (1993 Club Mix) - 4:28
14. Living on My Own (1993 Underground Solutions mix)  (o anche Roger S Mix) - 5:46

### CD 6: The Instrumentals
1. Barcelona (Original 1987 Instrumental Version) - 4:27
2. La Japonaise (Original 1988 Instrumental Version) - 4:47
3. The Fallen Priest (Original 1988 Instrumental Version) - 5:51
4. Ensueño (Original 1988 Instrumental Version) - 4:01
5. The Golden Boy (Original 1988 Instrumental Version) - 6:06
6. Guide Me Home (Original 1988 Instrumental Version) - 2:39
7. How Can I Go On (Original 1988 Instrumental Version) - 3:59
8. Love Me Like There's No Tomorrow (Original 1985 Instrumental Version) - 4:04
9. Made In Heaven (Original 1985 Instrumental Version) - 4:18
10. Mr. Bad Guy (Original 1985 Instrumental Version) - 4:15
11. There Must Be More to Life Than This (Original 1985 Instrumental Version) - 3:09
12. In My Defence (Original 1986 Instrumental Version) - 3:57
13. The Great Pretender (Original 1987 Instrumental Version) - 3:27

### CD 7: The Rarities 1: The Mr. Bad Guy Sessions
1. Let's Turn It On (A Capella) - 3:05
2. Made In Heaven (Alternative Version) - 4:28
3. I Was Born to Love You (Vocal & Piano Version) - 2:59
4. Foolin' Around (Early Version) - 4:15
5. Foolin' Around (Original 1985 Unreleased 12" Mix) - 5:38
6. Foolin' Around (Instrumental) - 3:41
7. Your Kind Of Lover (Early Version) - 4:47
8. Your Kind Of Lover (Vocal & Piano Version) - 3:39
9. Mr Bad Guy (Orchestra out-takes) - 0:36
10. Mr Bad Guy (Early Version) - 3:30
11. There Must Be More to Life Than This (Piano Out-Takes) - 2:49
12. Living on My Own (Hybrid Edit: Early/Later Versions) - 4:30
13. My Love Is Dangerous (Early Version) - 2:13
14. Love Me Like There's No Tomorrow (1st Early Version) - 2:19
15. Love Me Like There's No Tomorrow (2nd Early Version: Extract) - 1:04
16. Love Me Like There's No Tomorrow (3rd Early Version) - 3:27
17. Love Me Like There's No Tomorrow (Live Take) - 4:23
18. She Blows Hot & Cold (Alternative Version Featuring Brian May) - 4:37
19. Gazelle (Demo) - 1:21
20. Money Can't Buy Me Happiness (Demo) - 2:38
21. Love Makin' Love (Demo) - 3:36
22. God Is Heavy (Demo) - 1:23
23. New York (Demo) - 2:13

### CD 8: The Rarities 2: The Barcelona Sessions
1. The Duet (The Fallen Priest) (Extract From Garden Lodge Tape) - 3:05
2. Idea (Barcelona) (Extract From Garden Lodge Tape) - 1:13
3. Idea (Barcelona) (2nd Extract From Garden Lodge Tape) - 1:05
4. Barcelona (Early Version: Freddie's Vocal Demo) - 4:22
5. Barcelona (Freddie's Vocal Slave) - 4:32
6. Barcelona (Later Version: Freddie's Vocal Only) - 4:27
7. La Japonaise (Early Version: Freddie's Vocal Demo) - 4:42
8. La Japonaise (A Capella) - 4:18
9. Rachmaninov's Revenge (The Fallen Priest) (Early Version) - 4:47
10. Rachmaninov's Revenge (The Fallen Priest) (Later Version: Freddie's Demo Vocal) - 5:52
11. Ensueño (Montserrat's Live Take) - 5:37
12. The Golden Boy (Early Version: Freddie's Demo Vocal) - 3:55
13. The Golden Boy (2nd Early Version: Extract) - 2:57
14. The Golden Boy (A Capella Featuring Gospel Choir) - 5:13
15. Guide Me Home/How Can I Go On (Alternative Versions) - 6:55
16. How Can I Go On (Out-Take: Extract) - 1:32
17. How Can I Go On (Alternative Piano Version) - 3:46
18. When This Old Tired Body Wants to Sing (Late Night Jam) - 2:43

### CD 9:The Rarities 3: Other Sessions
1. Rain (Ibex, Live 1969) - 3:52
2. Green (Wreckage, Rehearsal 1969) - 3:16
3. Man from Manhattan (Guest Appearance: Eddie Howell - 1976) - 3:23
4. Love Is The Hero (Guest Appearance: Billy Squier, 12" Version - 1986) - 5:23
5. Lady With The Tenor Sax (Guest Appearance: Billy Squier, Work In Progress - 1986) - 4:03
6. Hold On (Guest Appearance: Jo Dare Song - 1986) - 3:39
7. Heaven for Everyone (Guest Appearance: The Cross Version - Freddie's Vocal 1988) - 4:49
8. Love Kills (Rock Mix * ) - 4:28
9. Love Kills (Instrumental) - 4:27
10. The Great Pretender (Original Demo) - 3:05
11. Holding On (Demo) - 4:13
12. It's So You (Demo) - 2:41
13. I Can't Dance / Keep Smilin' (Demo) - 3:44
14. Horns Of Doom (Demo) - 4:17
15. Yellow Breezes (Demo) - 5:26
16. Have A Nice Day (Fan Club Message) - 0:46

### CD 10: David Wigg Interviews
1. 1979, London - The Crazy Tour - 8:12
2. 1984, Munich - The Works Tour - 11:28
3. 1984, Munich Pt.2 - Going Solo - 7:38
4. 1985, Wembley, London - Week Of Live Aid - 6:46
5. 1986, London - The Magic Tour - Sitting In The Garden Of Freddie's Home - 10:36
6. 1987, Ibiza - Freddie's 41st Birthday - 9:57
7. 1987, Ibiza - 41st Birthday Pt. 2 - Montserrat Caballe - 8:22
8. 1987. Ibiza - 41st Birthday Pt. 3 - The Great Pretender - 10:27

## Curiosità
- Stop All The Fighting e She Blows Hot & Cold vennero scritte da Freddie Mercury e prodotte dallo stesso cantante in collaborazione con Reinhold Mack ed incise a Monaco di Baviera nel 1984 durante le sessioni di registrazione per l'album Mr. Bad Guy (pubblicato nell'anno seguente), ma vennero alla fine escluse dalla tracklist e si optò quindi per utilizzarle come B-Sides rispettivamente dei singoli I Was Born to Love You e Made in Heaven.
- Le versioni originarie di In My Defence e Time vennero registrate rispettivamente nell'ottobre 1985 e gennaio 1986 in Abbey Road per essere incluse in un raro LP di artisti vari del 1986 intitolato Time, colonna sonora dell'omonimo musical messo in scena da Dave Clark.
- la versione 2000 Remix di In My Defence è la stessa che nel 1992 venne remixata da Ron Nevison per essere inclusa nel The Freddie Mercury Album, solo rimasterizzata per l'occasione.
- la versione 2000 Remix di Time è una versione fino ad allora inedita su album (sebbene molto simile a quella in studio del 1986) ed è la stessa che accompagna il videoclip.
- La versione Rock Mix di Love Kills (si tratta di una versione remixata nel 1992) ad un primo ascolto sembra essere registrata dal vivo, ma questo è solo un effetto aggiunto in studio, in quanto questo brano non venne mai eseguito dal vivo né da Freddie Mercury né dai Queen.